# Одна женщина или две
«Одна женщина или две» (фр. Une Femme Ou Deux) — французская романтическая комедия режиссёра Даниэля Винь, снятая в 1985 году.

## Сюжет
Палеоантрополог Жюльен Шиссак находит в раскопках, датированных более чем двумя миллионами лет останки древней женщины, которую называет Лаура. Жюльен влюбляется в свою находку, создает похожую на неё статую и не подозревает, что его открытию уже уготовано коммерческое использование. С помощью Лауры Джессика Фицджеральд собирается рекламировать свои новые духи и, чтобы реализовать свой план, старается завоевать сердце учёного.

## В ролях
- Жерар Депардьё — Жюльен Шиссак
- Сигурни Уивер — Джессика Фицджеральд
- Рут Вестхаймер — миссис Хеффнер
- Мишель Омон — Пьер Каррьер
- Забу Брайтман — Констанс Мишо
- Жан-Пьер Биссон — Жино

## История проката

### Даты премьер
Даты приведены в соответствии с данными IMDb.
- Франция — 6 ноября 1985
- Австралия — 13 ноября 1986
- США — 6 февраля 1987 (премьерный показ в Нью-Йорке)
- США — 20 февраля 1987
- Венгрия — 27 августа 1987

### Реакция критики
Американский специалист Роджер Эберт подверг кинокартину разгромной критике, отметив, что эта роль в карьере Депардьё одна из самых бесталанных, и, сочувствуя зрителям, порекомендовал им просмотр этого фильма в формате домашнего видео в режиме ускоренного просмотра. Ведущая киноколонки в Нью-Йорк Таймс Джанет Маслин вторит ему, поражаясь как мог создатель выдающегося «Возвращения Мартина Герра» (1982) снять настолько идиотскую комедию о палеоантропологе, нескольких женщинах и нескольких костях.